# NEVER SOLD OUT 2
NEVER SOLD OUT 2（ネヴァー・ソールド・アウト２）は、LUNA SEA3枚目のライブ・アルバム。2014年5月28日発売。

## 解説
LUNA SEAの結成25周年を記念し、ベスト・アルバム『LUNA SEA 25th Anniversary Ultimate Best -THE ONE-』と同時発売。発売日の5月28日は、結成記念日の前日である。
1stライブ・アルバム『NEVER SOLD OUT』からほぼ15年ぶりの続編であり、2ndライブ・アルバム『LUNA SEA 3D IN LOS ANGELES』以来3年ぶりのライブ・アルバムである。
選曲はメンバーのJを中心に行われた。
今作は、1992年から2013年までの幅広い年代の音源が収録されている。
一部、映像化作品からの再収録音源もあるが、すべてリミックス・リマスタリングが施されている。
ジャケット写真は、2010年のツアー「LUNA SEA 20th ANNIVERSARY WORLD TOUR REBOOT -to the New Moon-」の東京ドーム公演の写真である。
このアルバム発売日の翌日に25周年記念ライブ「LUNA SEA 25th ANNIVERSARY LIVE The Unfinished MOON」が、代々木第一体育館で開催された。

## 収録曲
| 全作詞・作曲・編曲: LUNA SEA。 |                                                                                    |          |            |
| #                              | タイトル                                                                           | 作詞     | 作曲・編曲 |
| 1.                             | 「LOVELESS」(2007年12月24日・東京ドーム)                                           | LUNA SEA | LUNA SEA   |
| 2.                             | 「Déjàvu」(1994年12月27日・日本武道館)                                             | LUNA SEA | LUNA SEA   |
| 3.                             | 「JESUS」(2012年12月15日・ZEPP TOKYO)                                              | LUNA SEA | LUNA SEA   |
| 4.                             | 「Sweetest Coma Again feat. DJ KRUSH」(2010年12月31日・神戸ワールド記念ホール)     | LUNA SEA | LUNA SEA   |
| 5.                             | 「TRUE BLUE」(2012年12月23日・大阪城ホール)                                        | LUNA SEA | LUNA SEA   |
| 6.                             | 「gravity」(2000年8月2日・大阪城ホール)                                            | LUNA SEA | LUNA SEA   |
| 7.                             | 「I for You」(1999年1月14日・香港コンベンション・アンド・エキシビション・センター) | LUNA SEA | LUNA SEA   |
| 8.                             | 「PROMISE」(2012年12月24日・仙台サンプラザ)                                        | LUNA SEA | LUNA SEA   |
| 9.                             | 「TIME IS DEAD」(2012年12月15日・ZEPP TOKYO)                                       | LUNA SEA | LUNA SEA   |
| 10.                            | 「ROSIER」(1998年12月24日・東京ドーム)                                             | LUNA SEA | LUNA SEA   |
| 11.                            | 「TONIGHT」(2010年12月23日・東京ドーム)                                            | LUNA SEA | LUNA SEA   |
| 12.                            | 「LOVE SONG」(2000年12月26日・東京ドーム)                                          | LUNA SEA | LUNA SEA   |
| 13.                            | 「WISH」(2007年12月24日・東京ドーム)                                               | LUNA SEA | LUNA SEA   |

| 全作詞・作曲・編曲: LUNA SEA。 |                                                          |          |            |
| #                              | タイトル                                                 | 作詞     | 作曲・編曲 |
| 1.                             | 「CHESS」(2012年12月15日・ZEPP TOKYO)                    | LUNA SEA | LUNA SEA   |
| 2.                             | 「IMITATION」(1992年3月20日・渋谷公会堂)                 | LUNA SEA | LUNA SEA   |
| 3.                             | 「RECALL」(1993年8月30日・日本武道館)                    | LUNA SEA | LUNA SEA   |
| 4.                             | 「CIVILIZE」(1995年12月23日・東京ドーム)                 | LUNA SEA | LUNA SEA   |
| 5.                             | 「LUV U」(1995年12月23日・東京ドーム)                    | LUNA SEA | LUNA SEA   |
| 6.                             | 「BROKEN」(1998年11月17日・石川厚生年金会館)             | LUNA SEA | LUNA SEA   |
| 7.                             | 「My Lover」(2000年8月2日・大阪城ホール)                 | LUNA SEA | LUNA SEA   |
| 8.                             | 「THE ONE -crash to create-」(2013年1月11日・日本武道館) | LUNA SEA | LUNA SEA   |

### 楽曲解説

#### Disc1
1. LOVELESS
　2007年12月24日・東京ドーム
「GOD BLESS YOU 〜One Night Dejavu〜」より。
2. Déjàvu
　1994年12月27日・日本武道館
1994年のホールツアーより。
5thシングル「MOTHER」のカップリング。アルバム初収録。
3. JESUS
　2012年12月15日・ZEPP TOKYO
「The End of the Dream ZEPP TOUR 2012 『降臨』」より。
4. Sweetest Coma Again feat. DJ KRUSH
　2010年12月31日・神戸ワールド記念ホール
「LUNA SEA 20th ANNIVERSARY WORLD TOUR REBOOT -THE LAST COUNT DOWN-」より。
5. TRUE BLUE
　2012年12月23日・大阪城ホール
「LUNA SEA LIVE TOUR 2012-2013 The End of the Dream」より。
6. gravity
　2000年8月2日・大阪城ホール
「BRAND NEW CHAOS ACT I」より。
7. I for You
　1999年1月14日・香港コンベンション・アンド・エキシビション・センター
「LUNA SEA FIRST ASIAN TOUR 1999」より。
8. PROMISE
　2012年12月24日・仙台サンプラザ
「LUNA SEA For JAPAN A Promise to The Brave 2012 in Sendai」より。
9. TIME IS DEAD
　2012年12月15日・ZEPP TOKYO
「The End of the Dream ZEPP TOUR 2012 『降臨』」より。
10. ROSIER
　1998年12月24日・東京ドーム
「LUNA SEA CONCERT TOUR 1998 SHINING BRIGHTLY FINAL END OF PERIOD in TOKYO DOME」より。
11. TONIGHT
　2010年12月23日・東京ドーム
「LUNA SEA 20th ANNIVERSARY WORLD TOUR REBOOT -to the New Moon-」より。
12. LOVE SONG
　2000年12月26日・東京ドーム
「LUNA SEA THE FINAL ACT TOKYO DOME」より。
13. WISH
 2007年12月24日・東京ドーム
「GOD BLESS YOU 〜One Night Dejavu〜」より。

#### Disc2
1. CHESS
　2012年12月15日・ZEPP TOKYO
「The End of the Dream ZEPP TOUR 2012 『降臨』」より。
2. IMITATION
　1992年3月20日・渋谷公会堂
「DEAR SLAVES TOUR」より。本アルバムで一番古い音源。
3. RECALL
　1993年8月30日・日本武道館
「LUNA SEA CONCERT TOUR 1993 SEARCH FOR MY EDEN ENCORE」より。
4. CIVILIZE
　1995年12月23日・東京ドーム
「LUNATIC TOKYO」より。
5. LUV U
　1995年12月23日・東京ドーム
「LUNATIC TOKYO」より。
6. BROKEN
　1998年11月17日・石川厚生年金会館
「LUNA SEA CONCERT TOUR 1998 SHINING BRIGHTLY」より。
7. My Lover
　2000年8月2日・大阪城ホール
「BRAND NEW CHAOS ACT I」より。
8. THE ONE -crash to create-
　2013年1月11日・日本武道館
「LUNA SEA LIVE TOUR 2012-2013 The End of the Dream」より。本アルバムで一番新しい音源。